# Sikorsky R-4
Pour les articles homonymes, voir R-4 et HNS.
Le Sikorsky R-4 est un hélicoptère construit par la société américaine Sikorsky Aircraft Corporation.
Il fut le premier hélicoptère à être utilisé par l'USAF. 
L'hélicoptère était appelé Sikorsky HNS-1 par la United States Navy et la United States Coast Guard.